# Operación Pokpoong
La Operación Pokpoong (폭풍 작전; coreano para Tormenta) fue una operación ofensiva de Corea del Norte contra Corea del Sur que marcó el inicio de la Guerra de Corea. La operación comenzó a las 04:00 Zona horaria de Corea el 25 de junio de 1950 a lo largo del paralelo 38 norte sin una declaración de guerra previa.
La operación fue planeada tanto por República Popular Democrática de Corea y la Unión Soviética. Adicionalmente, la Unión Soviética proporcionó las armas tales como tanques y aviones a su aliado comunista. Con el apoyo de la Unión Soviética, Corea del Norte fue capaz de tomar el control de la capital de Corea del Sur, Seúl a pocos días de comenzar la operación.
El objetivo original para la operación era ocupar toda la península de Corea para el 15 de agosto de 1950 ― es decir 50 días después del inicio de la ofensiva, con un avance promedio de 10 km diarios ― en conmemoración del quinto aniversario de la Gwangbokjeol. Sin embargo, debido a las fuertes pérdidas sufridas por el II Cuerpo norcoreano, que estaba encargado del frente oriental, a manos de la 6.a División de Infantería surcoreana, permitió que los surcoreanos retrasaran el avance de los norcoreanos. Poco después, el 27 de junio, Estados Unidos se unió a la guerra y el 7 de julio el Consejo de Seguridad de las Naciones Unidas aprobó la Resolución 84.

## Preludio
Desde marzo de 1950, el Ejército Popular de Corea comenzó a acumular su armamento y redesplegó a sus tropas para prepararse para el ataque contra la República de Corea. El 16 de mayo, las autoridades de la República Popular Democrática de Corea y de la Unión de Repúblicas Socialistas Soviéticas comenzaron la inspección final para la guerra.
El ministro de defensa norcoreano, Choi Yong-kun, sostuvo reuniones de alto nivel diariamente desde ese día. El 10 de junio, el ministro de defensa norcoreano citó a una reunión en Pionyang a todos los comandantes de división y de brigada.
Kang Geon, el Jefe del Estado Mayor General norcoreano, ordenó que las tropas alcanzaran un alistamiento completo para una operación ofensiva para el 23 de junio. El 11 de junio, el ejército norcoreano fue reorganizado en dos cuerpos y que las divisiones posicionadas en la retaguardia comenzaran a moverse tan cerca como 10 a 15 km al norte del paralelo 38 norte.
El 18 de junio, el ministro de defensa norcoreano envió la Orden de Reconocimiento Número 1 (정찰명령 제1호) a los comandantes de división para reunir información acerca de las ubicaciones de las Fuerzas Armadas de la República de Corea y del terreno. El 22 de junio, después de completar el reconocimiento y la reorganización y con la aprobación de Iósif Stalin, los asesores militares soviéticos ordenaron al ministro de defensa norcoreano que enviara la Orden de Acción Número 1 (전투명령 제1호) a sus divisiones.
Mientras tanto, Kim Il-sung informó a Iósif Stalin que la guerra se iniciaría el 25 de junio y Stalin consintió el plan. Como estaba programado el ejército norcoreano comenzó la operación y cruzó el paralelo 38 norte a las 04:00 KST del 25 de junio de 1950. Cuando la guerra comenzó, Kim Il-sung sostuvo una reunión gubernamental de emergencia y declaró lo siguiente a los miembros del Partido del Trabajo de Corea que no conocían lo que estaba ocurriendo:

Camaradas, las fuerzas del traidor Rhee Syngman han cruzado el paralelo 38 y comenzaron una invasión a toda escala para desafiar a nuestra república del norte.

## Orden de batalla
Casi todas las fuerzas de ambos lados se vieron involucradas en la operación tanto directa como indirectamente. El orden mostrado es en la etapa inicial de la operación y solo se indican los principales combatientes.

### República Popular Democrática de Corea

#### Ejército
- I Cuerpo
  - 1.a División de Infantería
    - 1.er Regimiento de Infantería
    - 2.o Regimiento de Infantería
    - 3.er Regimiento de Infantería

  - 3.a División de Infantería
    - 7.o Regimiento de Infantería
    - 8.o Regimiento de Infantería
    - 9.o Regimiento de Infantería

  - 4.a División de Infantería
    - 5.o Regimiento de Infantería
    - 16.o Regimiento de Infantería
    - 18.o Regimiento de Infantería

  - 6.a División de Infantería
    - 13.er Regimiento de Infantería
    - 14.o Regimiento de Infantería
    - 15.o Regimiento de Infantería
- II Cuerpo
  - 2.a División de Infantería
  - 5.a División de Infantería
    - 10.o Regimiento de Infantería
    - 11.er Regimiento de Infantería
    - 12.o Regimiento de Infantería

  - 7.a División de Infantería
  - 8.a División de Infantería
    - 81.er Regimiento de Infantería
    - 82.o Regimiento de Infantería
    - 83.er Regimiento de Infantería

  - 15.a División de Infantería
    - 48.o Regimiento de Infantería
    - 49.o Regimiento de Infantería
    - 50.o Regimiento de Infantería
- 9.a División de Infantería
- 10.a División de Infantería
- 13.a División de Infantería
- 105.a Brigada Blindada
  - 107.o Regimiento Blindado
  - 109.o Regimiento Blindado
  - 203.er Regimiento Blindado
  - 206.o Regimiento Mecanizado
- 549.o Regimiento de Infantería
- 766.o Regimiento de Infantería

#### Guardia del Paralelo 38
- 1.a Brigada de Guardia
- 3.a Brigada de Guardia

### República de Corea

#### Ejército
- División de la Capital
  - 3.er Regimiento de Infantería
  - 18.o Regimiento de Infantería
- 1.a División de Infantería
  - 11.er Regimiento de Infantería
  - 12.o Regimiento de Infantería
  - 13.er Regimiento de Infantería
- 2.a División de Infantería
  - 5.o Regimiento de Infantería
  - 16.o Regimiento de Infantería
  - 25.o Regimiento de Infantería
- 3.a División de Infantería
  - 22.o Regimiento de Infantería
  - 23.er Regimiento de Infantería
- 5.a División de Infantería
  - 15.o Regimiento de Infantería
  - 20.o Regimiento de Infantería
- 6.a División de Infantería
  - 2.o Regimiento de Infantería
  - 7.o Regimiento de Infantería
  - 19.o Regimiento de Infantería
- 7.a División de Infantería
  - 1.er Regimiento de Infantería
  - 9.o Regimiento de Infantería
- 8.a División de Infantería
  - 10.o Regimiento de Infantería
  - 21.er Regimiento de Infantería
- 17.o Regimiento de Infantería

### Estados Unidos

#### Ejército
- Octavo Ejército
  - 24.a División de Infantería
    - Fuerza de Tareas Smith
    - 21.er Regimiento de Infantería
    - 34.o Regimiento de Infantería